# 神戸海星女子学院中学校・高等学校
神戸海星女子学院中学校・高等学校（こうべかいせいじょしがくいんちゅうがっこう・こうとうがっこう）は、兵庫県神戸市灘区青谷町に所在し、中高一貫教育を提供する私立女子中学校・高等学校。
高等学校において生徒を募集しない完全中高一貫校。

## 概要
設立母体は1859年にレーヌ・アンティエによってフランスのブルゴーニュ地域圏ソーヌ＝エ＝ロワール県ショファイユで創立されたローマ・カトリック教会の女子修道会「ショファイユの幼きイエズス修道会」。現在の経営母体は、1877年（明治10年）に創立されて、イタリアの首都･ローマに本部を構えるローマ・カトリック教会の女子修道会「マリアの宣教者フランシスコ修道会」である。福岡に姉妹校がある。
小学校から大学まですべて同じ敷地内にある。小学校から40名、中学校から約100名が入学し、中高では1学年約140名となる。少人数編成での授業や、英語はロバート・M・フリン神父著、イエズス会編纂の『Progress in English』シリーズを長期間に亘って教科書として採択しており、校内英語暗誦大会（中学）と英語弁論大会（高校）を行っている。またフランス語についても授業の他に、ブルゴーニュ地域修道会への修学旅行を行うなどして、英語・フランス語教育に力を入れている。
中学3年次では英会話かフランス語どちらかを選択することになっている。

### 制服

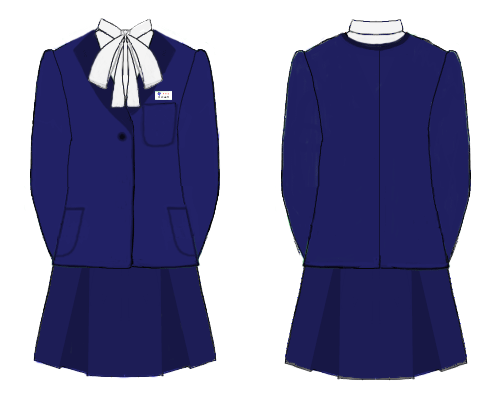
冬制服
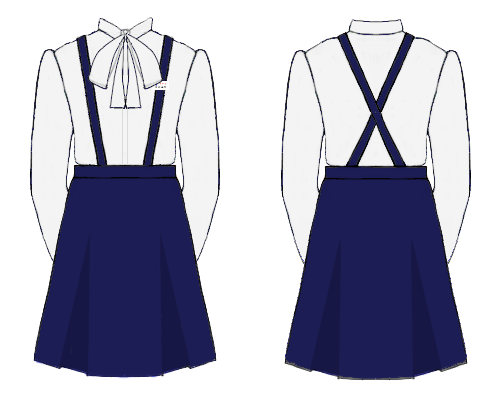
冬制服の吊りスカート

冬服は黒色の1つボタンでヘチマカラーのブレザー、エリがそのままボウタイになった白のブラウス、前後ろに2本の箱襞のある吊りスカート、また、夏服は丸襟で前立てにタックの入った半そでブラウスに、瑠璃色の吊りスカートである。この他白でフチに青のラインの入ったカーディガンと紺色のカーディガンが使用されている。紺のほうが白より厚めであり、伸びにくい。
夏服はかつては小学校と同じ鮮やかなスカイブルーであったが、現在はやや暗めの瑠璃色に変わった。
なお海星の制服は小学校から高校まで全くデザインの同じ吊りスカートが伝統的に使用されている。このスカートの吊り紐はかつては高校生は背中で紐が交差されないデザインの物を着ていたが、現在では高校生も背中で吊り紐が十文字に交差されるノーマルなデザインの吊りスカートである。

## 沿革
- 1951年3月 - 神戸海星女子学院を設立
- 1951年4月 - 現在地に移転
- 1974年4月 - 週5日制となる
- 1975年11月 - 設立25周年記念式典挙行
- 2000年12月 - 創立50周年記念式典挙行
- 2006年10月 - 世界史未履修問題発覚
- 2010年4月 - 土曜日授業再開

## クラブ活動
運動部
- バレーボール
- バスケットボール
- ソフトボール
- テニス
- ソフトテニス
- 卓球
- バドミントン
- 水泳

文化部
- 美術
- コーラス
- イラスト
- 弦楽アンサンブル
- 演劇（中学・高校）
- ESS（文化、ドラマ）
- 歴史
- 科学
- 家庭
- クラシックギター

## 著名な出身者
- 鳩山幸 - 鳩山由紀夫の妻。元首相夫人
- 山田スミ子 - 女優
- 山田八千子 - 弁護士
- 中島香織 - 元兵庫県議会議員、元芦屋市議会議員、宝塚歌劇団卒業生（芸名は苑 ななみ）
- 赤崎加林 - フリーアナウンサー
- 藤本恵理子 - ファッションモデル
- 金谷有希子 - フリーアナウンサー
- 井上苑子 - 歌手
- 芹香斗亜 - 宝塚歌劇団宙組トップスター
- 音彩唯 - 宝塚歌劇団雪組娘役
- 河野ゆかり - タレント、クイズプレイヤー